# Kai Althoff
Kai Althoff  es un artista visual, pintor y escultor de Alemania nacido el 1966 en Colonia  donde vive y trabaja.

## Datos biográficos
Kai Althoff nació en Colonia, Alemania. Es un artista multimedia, pintor y escultor.
La primera exposición de este artista data de 1991, fue un happening organizado bajo el título  "Un grupo de amigos se reencuentra en la trastienda de un local en una calle de Colonia para hacer máscaras"
El artista dibuja con rotuladores, realiza figuras en terracota o esculturas en cartón, como se vio en la exposición titulada modernidad en contacto, en 1995.
Las obras de Kai Althof no pueden ser clasificadas fácilmente dentro de una tendencia estilística determinada.
Ha presentado su trabajo en diferentes exposiciones, incluyendo entre otras la Bienal de Venecia de 2004, Drawing Now - Dibujando ahora en el Museo de Arte Moderno de Nueva York, Chère Paintre, Liebe Maler, Dear Painter en el Centro Pompidou en París y A Perilous Space at Magnani en Londres.
Sus trabajos se incluyen en algunos libros recopilatorios de artistas contemporáneos, como el habitual Art Now, publicado por Taschen.
Está representado por la Galería Gladstone en Nueva York, en el Museo de Chicago de Arte Contemporáneo, Gabriele Senn en Viena, Christian Nagel en Colonia y la Galería NEU en Berlín.

## Colaboraciones
2008  Life on Mars, en el Carnegie International de 2008 